# Estación de Velilla de San Esteban
Velilla fue un apartadero ferroviario situado en el antiguo municipio español de Velilla de San Esteban, en la provincia de Soria. Las instalaciones formaban parte de la línea Valladolid-Ariza y estuvieron en servicio entre 1895 y 1985.

## Historia
Tras varios años de obras, la línea Valladolid-Ariza fue abierta al tráfico en 1895. Los trabajos de construcción corrieron a cargo de la compañía MZA, que en el entonces municipio de Velilla de San Esteban levantó un apartadero ferroviario para facilitar el cruce de trenes. Las instalaciones contaban con un edificio de viajeros y una vía de sobrepaso.
En 1941, con la nacionalización del ferrocarril de ancho ibérico, las instalaciones pasaron a manos de RENFE.
En la década de 1970 el apartadero fue reclasificado como apeadero sin personal, siendo suprimida la vía de sobrespaso. En enero de 1985 la línea fue clausurada al tráfico de pasajeros, manteniéndose abierta para el tráfico de mercancías hasta su clausura definitiva en 1994. En la actualidad el antiguo edificio de viajeros ha sido rehabilitado como una casa rural.